# L'agent
 L'agent  (títol original en francès: Un condé) és una pel·lícula d'Yves Boisset dirigida el 1970. Ha estat doblada al català.

## Argument
Barnero és un policia amargat que treballa en una ciutat que considera podrida. Ajuda fastiguejat a la pujada de Tavernier anomenat el Mandarí, implantat immobiliaries des de la seva tornada d'Indoxina. Comença una carrera política local i en mà, desenvolupa l'extorsió i el tràfic de drogues, sense ser inquietat, ja que no es mulla directament i disposa de suports. Els seus guardaespatlles, dirigits per Beausourire, exerceixen pressions sobre Dassa, el propietari d'un club, per tal que aquest accepti obrir el seu establiment a la venda de droga. Dassa és atacat una primera vegada i el seu amic Dan Rover li ofereix ajudar-lo. Dassa no tem les pressions del Mandarí que subestima. Quan Dassa és executat, el seu amic Dan es retreu de no haver sabut convèncer-lo. Hélène, la germana de Roger Dassa, arriba de Londres. Es nega a trobar-se amb Dan, ja que l'acusa de ser el responsable dels problemes del seu germà. Poc temps després, Beausourire es presenta al club de Dassa i troba Hélène que ha pres la direcció del negoci.

## Rebuda
La violència del personatge ha portat Raymond Marcellin, llavors ministre de l'Interior, a intentar prohibir la pel·lícula; això ha publicitat la pel·lícula i ha participat en el seu èxit .
La mort accidental de Théo Sarapo el 29 d'agost de 1970 va retardar la sortida de la pel·lícula 3 mesos.

## Repartiment
- Michel Bouquet: l'inspector Favenin
- Françoise Fabian: Hélène Dassa
- Pierre Massimi: Robert Dassa (Germà d'Hélène Dassa)
- Michel Constantin: Viletti
- Gianni Garko: Dan Rover (amb el nom de "John Garko")
- Anne Carrère: Christine
- Rufus: Raymond Aulnay
- Théo Sarapo: Lupo
- Henri Garcin: Georges Duval, anomenat "Georgy Beausourire"
- Bernard Fresson: L'inspector Barnero
- Adolfo Celi: el comissari
- Jean-Claude Bercq: Germain
- Marcel Gassouk (amb el nom de "Marcel Gassouc")
- Stephan Holmes
- Noëlle Leiris
- Georges Lucas
- Georges Montant
- Jean Reney
- Jean-Marie Robain
- Jacques Sempey